# تیگموتروپیسم

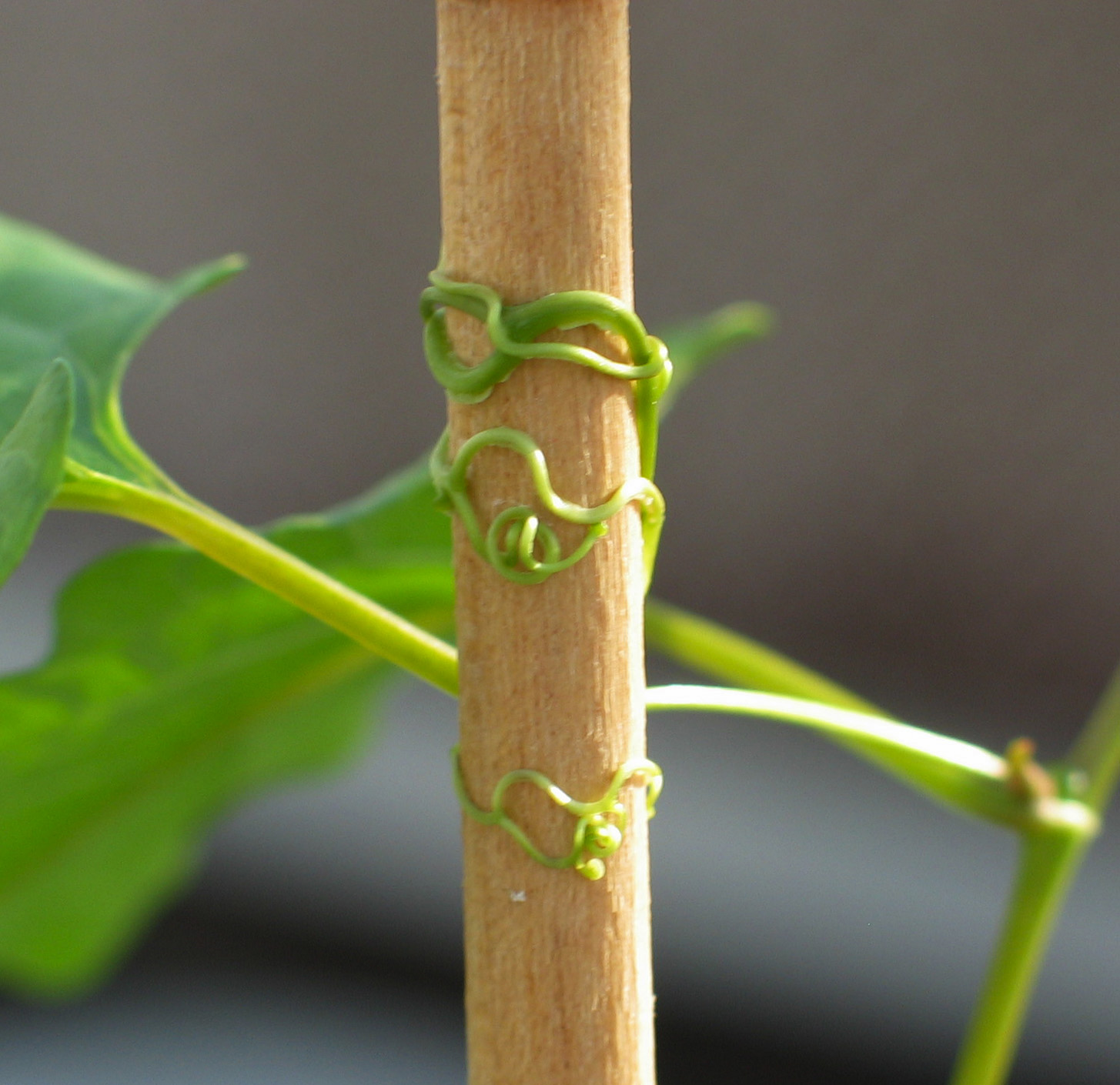
Redvine (Brunnichia ovata) پیچک.

تیگموتروپیسم (به انگلیسی: Thigmotropism)، یک حرکت رشد جهت دار است که به عنوان یک پاسخ حسی مکانیکی به محرک لمسی رخ می‌دهد. بعد از تماس، پیچک در نقطه تماس رشد کمتری از خود نشان می‌دهد و در نقطه مقابل رشد بیشتری می‌کند و همین امر باعث خمیدگی به سمت جسم لمس‌کننده می‌شود.